# Flughafen Rijeka

i7
i11
i13
Der Flughafen Rijeka (kroat.: Zračna luka Rijeka, IATA-Code: RJK, ICAO-Code: LDRI) ist der internationale Flughafen von Rijeka in Kroatien. Seine Landebahn ist 2500 m lang und 45 m breit.

## Lage und Verkehrsanbindung
Der Flughafen Rijeka liegt auf der kroatischen Insel Krk, 16 km südöstlich von Rijeka.
Der Flughafen ist von Rijeka aus mit dem Auto über die Europastraße 65, die auch Magistrale genannte Nationalstraße 8 und dann über die Nationalstraße 102, die Krk-Brücke überquerend zu erreichen. Des Weiteren fährt unmittelbar nach Ankunft jedes Linienfluges ein Shuttlebus der Firma Autotrolej nach Rijeka. Ebenso fährt der Bus, angepasst den Abflugzeiten, vom Zentrum zum Flughafen.

## Fluggesellschaften und Ziele
Seit der Aufnahme erster Linienverbindungen durch Hapag-Lloyd Express und später durch TUIfly war das Passagieraufkommen in den ersten Jahren kontinuierlich gestiegen. Zu den Verbindungen zählen im deutschsprachigen Raum Lufthansa mit Frankfurt und Eurowings mit Düsseldorf, Hamburg, Köln/Bonn sowie Stuttgart. Croatia Airlines verbindet Rijeka mit München. Zudem fliegt Ryanair nach Hahn und Wien.
Zudem bietet Trade Air mit einer Saab 340A subventionierte Inlandsflüge nach Split, Dubrovnik und Osijek an.
Im Jahr 2006 lag das Passagieraufkommen bei etwa 210.000 Passagieren.

## Umschlagplatz für Waffenlieferungen in den Nahen Osten
Das Balkan Investigative Reporting Network (BIRN) veröffentlichte im Oktober 2017 einen Artikel, wonach der Flughafen Rijeka im laufenden Jahr zu einem wichtigen Umschlagplatz für Waffen, Munition und andere Waffentechnik geworden ist. Demnach wird vor allem altes Arsenal aus den ehemaligen Ländern der Sowjetunion mit durch das Pentagon durchgeführten Flügen nach Rijeka gebracht und dann weiter nach Katar zur Al Udeid Air Base geflogen.

## Verkehrszahlen
| Jahr | Fluggastaufkommen | Luftfracht (Tonnen) | Flugbewegungen |
| ---- | ----------------- | ------------------- | -------------- |
| 2023 | 154.367           | 104,971             | 4.268          |
| 2022 | 164.086           | 41,077              | 4.392          |
| 2021 | 56.388            | 0,056               | 4.286          |
| 2020 | 27.680            | 259,226             | 3.360          |
| 2019 | 200.841           | 1.025,879           | 4.942          |
| 2018 | 183.606           | 4.655,866           | 5.460          |
| 2017 | 142.111           | 2.130,742           | 4.937          |
| 2016 | 145.297           | 0,000               | 4.146          |
| 2015 | 139.718           | -                   | 4.014          |
| 2014 | 106.235           | -                   | 2.378          |
| 2013 | 142.975           | -                   | 2.653          |
| 2012 | 77.082            | -                   | 2.290          |
| 2011 | 84.713            | -                   | 2.680          |
| 2010 | 61.855            | -                   | 2.017          |

## Zwischenfälle
- Am 23. Mai 1971 verunglückte eine Tupolew Tu-134A (Luftfahrzeugkennzeichen YU-AHZ) der Aviogenex im Anflug auf den Flughafen Rijeka auf der Insel Krk. Bei der überharten Landung, vermutlich verursacht durch eine optische Täuschung aufgrund starken Regens, brach die rechte Tragfläche ab. Die Maschine legte sich auf den Rücken und fing Feuer, 78 Menschen starben. Nur fünf Personen konnten die Maschine lebend verlassen. Unter den Opfern war der bekannte kroatische Dichter Josip Pupačić mit seiner Frau und Tochter (siehe auch Aviogenex-Flug 130).[7][8]